# Debbie Shapiro Gravitte
Debbie Shapiro Gravitte (Los Angeles, 29 settembre 1954) è un'attrice e cantante statunitense, nota soprattutto come interprete di musical.
Ha recitato in diversi musical a Broadway, tra cui Zorba (1983), Les Misérables (1994), Chicago (1996) e nel 1989 ha vinto il Tony Award alla miglior attrice non protagonista in un musical per Jerome Robbins' Broadway.